# ブルー・ライトニング
『ブルー・ライトニング』（Blue Lightning）は、2019年に発表されたイングヴェイ・マルムスティーンの21作目のスタジオ・アルバム。

## 概要
イングヴェイ自身がこれまでに影響を受けてきたクラシック・ロックのカヴァー曲と、キャリア初となるブルーズのルーツを辿った楽曲を収録したアルバムである。前作「ワールド・オン・ファイア」に引き続き、専任のヴォーカリストを迎えず、イングヴェイがリード・ヴォーカルを担当している。ボーナストラック含めた全14曲中、カヴァー曲は10曲、オリジナル曲は4曲（Blue Lightning、1911 Strut、Sun's Up Top's Down、Peace, Please）、インスト曲は2曲（1911 Strut、Peace, Please）となっている。2019年3月29日に世界同時発売された。
日本盤ジャケットの帯解説は「王者がクラシック・ロックのルーツを辿るべく完成させた渾身作！！ロックとブルーズを自らの情熱とギター奏法で魅了する芸術作だ！！メタル・シーンを代表するギタリスト、イングヴェイ・マルムスティーンの約2年ぶりとなるニュー・アルバム！！自らのルーツであるブルーズとクラシック・ロックに向き合い書き上げたオリジナル曲に加えて、自身の選曲によるカヴァー曲も収録！！ロックの歴史に残る名曲を自らの情熱を込めたギター・プレイとヴォーカルで表現した王者の魂が宿る渾身作！！」である。

## 収録曲
| #         | タイトル                                                                           | 作詞・作曲                                                                                     | オリジナル・アーティスト/アルバム                                      | 時間  |
| --------- | ---------------------------------------------------------------------------------- | ---------------------------------------------------------------------------------------------- | ---------------------------------------------------------------------- | ----- |
| 1.        | 「ブルー・ライトニング」(Blue Lightning)                                           | イングヴェイ・J・マルムスティーン                                                              | （オリジナル）                                                         | 4:52  |
| 2.        | 「フォクシー・レディ」(Foxey Lady)                                                 | ジミ・ヘンドリックス                                                                           | ジミ・ヘンドリックス・エクスペリエンス/アー・ユー・エクスペリエンスト? | 4:51  |
| 3.        | 「デーモンズ・アイ」(Demon's Eye)                                                  | リッチー・ブラックモア、イアン・ギラン、ロジャー・グローヴァー、ジョン・ロード、イアン・ペイス | ディープ・パープル/ファイアボール                                      | 3:50  |
| 4.        | 「1911 ストラット」(1911 Strut)                                                    | イングヴェイ・J・マルムスティーン                                                              | （オリジナル）                                                         | 2:41  |
| 5.        | 「ブルー・ジーン・ブルース」(Blue Jean Blues)                                      | ビリー・ギボンズ、ダスティ・ヒル、フランク・ビアード                                           | ZZトップ/ファンダンゴ!                                                 | 7:01  |
| 6.        | 「紫のけむり」(Purple Haze)                                                        | ジミ・ヘンドリックス                                                                           | ジミ・ヘンドリックス・エクスペリエンス/アー・ユー・エクスペリエンスト? | 3:56  |
| 7.        | 「ホワイル・マイ・ギター・ジェントリー・ウィープス」(While My Guitar Gently Weeps) | ジョージ・ハリスン                                                                             | ザ・ビートルズ/ザ・ビートルズ                                          | 5:50  |
| 8.        | 「サンズ・アップ・トップス・ダウン」(Sun's Up Top's Down)                          | イングヴェイ・J・マルムスティーン                                                              | （オリジナル）                                                         | 4:04  |
| 9.        | 「ピース、プリーズ」(Peace, Please)                                                | イングヴェイ・J・マルムスティーン                                                              | （オリジナル）                                                         | 3:44  |
| 10.       | 「黒くぬれ!」(Paint It Black)                                                      | ジャガー/リチャーズ                                                                            | ローリング・ストーンズ/アフターマス                                    | 4:08  |
| 11.       | 「スモーク・オン・ザ・ウォーター」(Smoke On The Water)                             | リッチー・ブラックモア、イアン・ギラン、ロジャー・グローヴァー、ジョン・ロード、イアン・ペイス | ディープ・パープル/マシン・ヘッド                                      | 3:18  |
| 12.       | 「フォーエヴァー・マン」(Forever Man)                                              | ジェリー・リン・ウィリアムズ                                                                   | エリック・クラプトン/ビハインド・ザ・サン                              | 2:49  |
| 合計時間: | 合計時間:                                                                          | 合計時間:                                                                                      | 合計時間:                                                              | 51:04 |

| #         | タイトル                                                 | 作詞・作曲           | オリジナル・アーティスト/アルバム                                            | 時間 |
| --------- | -------------------------------------------------------- | -------------------- | ---------------------------------------------------------------------------- | ---- |
| 13.       | 「リトル・ミス・ラヴァー」(Little Miss Lover)            | ジミ・ヘンドリックス | ザ・ジミ・ヘンドリックス・エクスペリエンス/アクシス:ボールド・アズ・ラヴ     | 3:13 |
| 14.       | 「ジャンピン・ジャック・フラッシュ」(Jumping Jack Flash) | ジャガー/リチャーズ  | ローリング・ストーンズ/スルー・ザ・パスト・ダークリー (ビッグ・ヒッツ Vol.2) | 3:50 |
| 合計時間: | 合計時間:                                                | 合計時間:            | 合計時間:                                                                    | 7:03 |

## 参加者
- イングヴェイ・J・マルムスティーン	 - ギター、ベース、ヴォーカル、キーボード、Hammond B3、シタール
- ローレンス・レナーバック - ドラム
- キース・ローズ - ミックス・エンジニア